# Termales Santa Rosa de Cabal

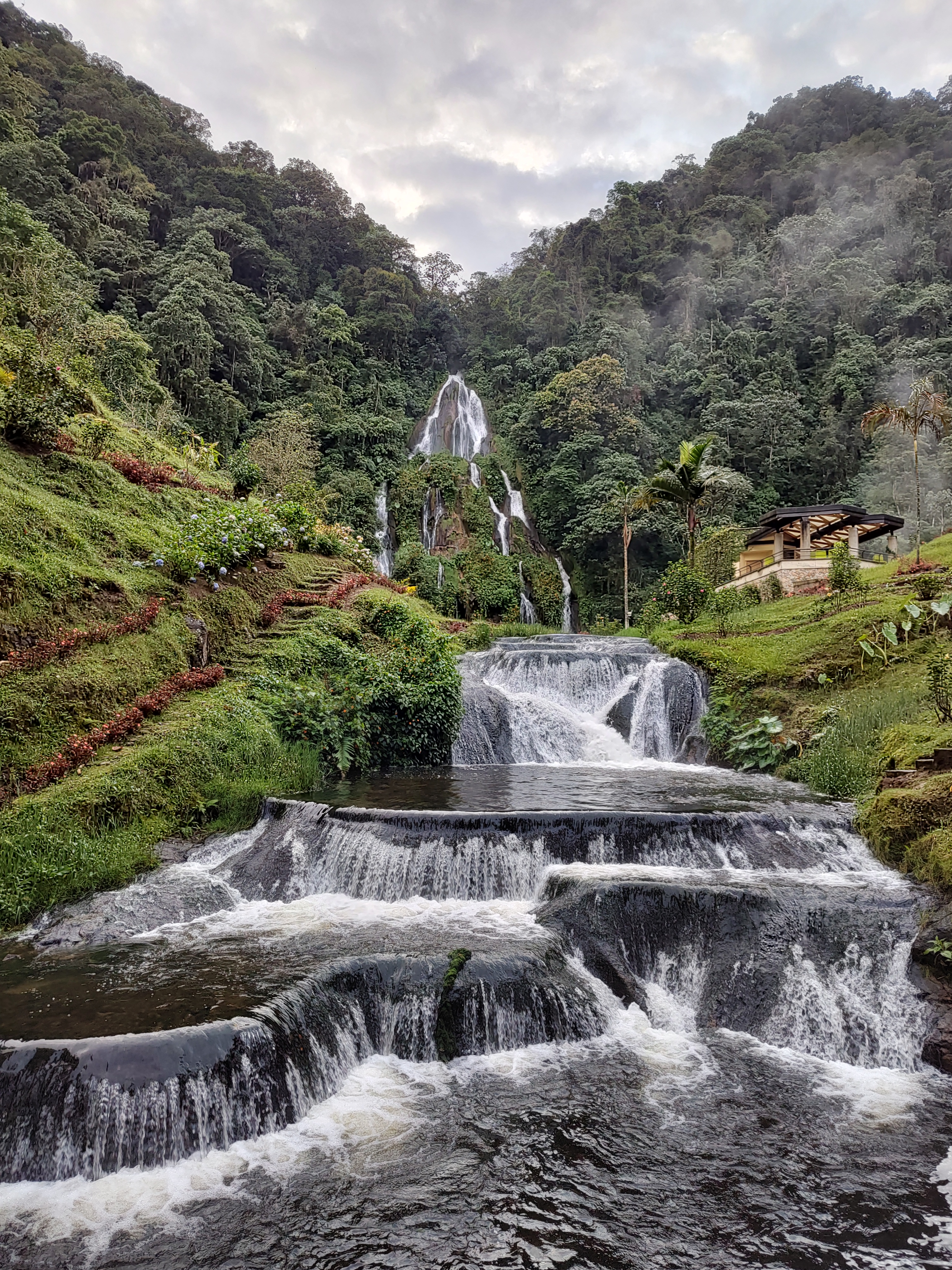
Termales Santa Rosa de Cabal

Los Termales de Santa Rosa de Cabal son una serie de piscinas de agua caliente ubicadas a 10 km de Santa Rosa de Cabal, en Risaralda, Colombia. Es el complejo más concurrido de la región, así como uno de sus principales atractivos turísticos.[cita requerida]
Estas aguas no son propiamente termales si no consideradas ricas en minerales; son producto del influjo del sistema volcánico del parque nacional Natural Los Nevados, provenientes de aguas meteóricas que ingresan hasta lo profundo de tierra y son expulsadas hacia el exterior en esta zona, contándose con numerosos afloramientos que son aprovechadas por las infraestructuras del complejo.  
El complejo termal tiene zona de spa y masajes, hotel, restaurante, y cuenta con rutas ecológicas y otras actividades como descenso en cuerdas por la cascada.
A unos 26 km desde los Termales de Santa Rosa de Cabal se encuentra otro conocido complejo termal, los Termales de San Vicente.

## Características
- Son aguas Telúricas y Alcalinas.
- Permiten ser bebidas directamente, son inoloras e insaboras, no presentan molestia en ojos y garganta.
- Son ideales para hidroterapia, relajación, descanso y manejo del estrés. (No son aguas Medicinales).
- No son azufradas.
- Nacen en cualquier lugar.[2]
- Las temperaturas de estas aguas superan  los 60 °C .
- Por ser aguas filtradas, poseen menor mineralización.
- Las aguas telúricas están compuestas por elementos como sales de cal, bicarbonatos, cloruros, y otros. Las nuestras son ricas en Carbonato de Calcio.
- Su caudal varía dependiendo de la época del año ya que proviene de la infiltración de las aguas  lluvias.